# Acanthiophilus
Acanthiophilus is een geslacht van insecten uit de familie van de Boorvliegen (Tephritidae), die tot de orde tweevleugeligen (Diptera) behoort.

## Soorten
- A. helianthi: Saffloerboorvlieg (Rossi, 1794)
- A. walkeri (Wollaston, 1858)